# Salar (langue)
Cet article concerne la langue salar. Pour le peuple salar, voir Salar (ethnie).
Le salar est une langue turque parlée par 60 000 Salar en Chine dans l'est du Qinghai et dans le sud-ouest du Gansu.

## Phonologie
Les tableaux présentent les voyelles et les consonnes du salar.

### Voyelles
|         | Antérieure  | Centrale | Postérieure |
| ------- | ----------- | -------- | ----------- |
| Fermée  | i [i] y [y] |          | u [u]       |
| Moyenne | e [e]       | ə [ə]    | o [o] ø [ø] |
| Ouverte |             | a [a]    |             |

### Consonnes
|               |               | Bilabiale | Dentale | Latérale | Rétroflexe | Palatale | Vélaire | Uvulaire | Glottale |
| ------------- | ------------- | --------- | ------- | -------- | ---------- | -------- | ------- | -------- | -------- |
| Occlusives    | Sourdes       | b [p]     | d [t]   |          |            |          | g [k]   | ɢ [q]    |          |
| Occlusives    | Aspirée       | p [pʰ]    | t [tʰ]  |          |            |          | k [kʰ]  | q [qʰ]   |          |
| Fricatives    | Sourde        | f [f]     | s [s]   |          | ʂ [ʂ]      | ʃ [ʃ]    | x [x]   | χ [χ]    | h [h]    |
| Fricatives    | Sonore        | v [v]     | z [z]   |          |            |          | ɣ [ɣ]   | ʁ [ʁ]    |          |
| Affriquées    | Sourdes       |           |         |          | dʐ [t͡ʂ]    | dʒ [t͡ʃ]  |         |          |          |
| Affriquées    | Aspirée       |           |         |          | tʂ [t͡ʂʰ]   | tʃ [t͡ʃʰ] |         |          |          |
| Nasales       | Nasales       | m [m]     | n [n]   |          |            |          | ŋ [ŋ]   |          |          |
| Liquides      | Liquides      |           | r [r]   | l [l]    |            |          |         |          |          |
| Semi-voyelles | Semi-voyelles |           |         |          |            | j [j]    |         |          |          |

## Sources
- (zh) Lín Liányún, 1992, 撒拉汉 汉撒拉 词汇- Sālā-Hàn Hàn-Sālā cíhuì, Chengdu, Sichuan Minzu Chubanshe  (ISBN 7-5409-0303-1)
- (zh) Lín Liányún, Sālāyǔ Jiānzhì, Pékin, Minzu Chubanshe, 1985.
- Kakuk, S., Un vocabulaire salar, Acta Orientala Hungarica, XIV, 2, 1961, 173-196.